# Platyseiella
Platyseiella es un género de ácaros perteneciente a la familia Phytoseiidae.

## Especies
El género contiene las siguientes especies:
- Platyseiella acuta Ehara, 2002
- Platyseiella eliahui Ueckermann, 1992
- Platyseiella longicervicalis (Moraes & Denmark, 1989)
- Platyseiella marikae Ueckermann, 1990
- Platyseiella mumai Ray & Gupta, 1981
- Platyseiella platypilis (Chant, 1959)